# Franco Bernini
Pour les articles homonymes, voir Bernini.
Franco Bernini, né à Viterbe le 5 juin 1954, est un réalisateur et scénariste italien.

## Biographie
Franco Bernini entre dans l'industrie du cinéma en 1987 comme scénariste. Il a été un proche collaborateur de Carlo Mazzacurati et Daniele Luchetti. Après avoir dirigé deux téléfilms, il a réalisé en 1997 Mains fortes, pour lequel il a remporté la Grolla d'oro du meilleur scénario.

## Filmographie partielle

### Comme réalisateur

#### Au cinéma
- 1997 : Mains fortes (Le mani forti)

### Comme scénariste

#### Au cinéma
- 1987 : Nuit italienne (Notte italiana) de Carlo Mazzacurati
- 1988 : Domani, domani (Domani accadrà) de Daniele Luchetti
- 1990 : La Semaine du Sphinx (La Settimana della sfinge) de Daniele Luchetti
- 1991 : Le Porteur de serviette (Il portaborse ) de Daniele Luchetti
- 1991 : Chiedi la luna de Giuseppe Piccioni
- 1992 ; L'Atlantide de Bob Swaim
- 1993 : Condannato a nozze de Giuseppe Piccioni
- 2002 : A cavallo della tigre
- 2006 : A casa nostra de Francesca Comencini